# 印西市立小林中学校
印西市立小林中学校（いんざいしりつ こばやしちゅうがっこう）は、千葉県印西市小林大門下一丁目にある公立中学校。

## 概要
印西市の北部に位置している。

## 沿革
- 1989年（平成元年）5月11日 - 校舎新築工事着工。
- 1990年（平成2年）4月1日 - 創立。
- 1990年（平成2年）4月5日 - 開校式。

## 学区
- 小林小学校の学区である印西市小林浅間一丁目、小林浅間二丁目、小林大門下一丁目、小林大門下二丁目及び小林大門下三丁目の全部の区域並びに小林及び平岡の各一部の区域。

- 小林北小学校の学区である印西市小林北一丁目、小林北二丁目、小林北三丁目、小林北四丁目、小林北五丁目、小林北六丁目及び小林浅間三丁目の全部の区域並びに小林の一部の区域[2]。